# Pierre Hatet
Pierre Hatet, né le 20 avril 1930 à Auffay en Seine-Inférieure, et mort le 24 mai 2019 à Paris 15e,, est un acteur français.
En plus de 60 ans de carrière, il est apparu dans de nombreux pièces de théâtre, séries télévisées et films.
Très actif également dans le milieu du doublage, il a notamment été la voix française régulière de Christopher Lloyd dans le rôle d'Emmett « Doc » Brown dans la trilogie Retour vers le futur, ainsi que celle du Joker dans la majorité de ses apparitions dans les œuvres Batman entre 1992 et 2015. Il a également doublé la souris Cortex dans les séries d'animation Animaniacs et Minus et Cortex, le colonel Shikishima dans Akira ou encore Nakamura dans Ghost in the Shell.

## Biographie
Intéressé par le théâtre, Pierre Hatet fréquente les cours du Centre d'art dramatique de la rue Blanche (dans la même promotion que Jean-Paul Roussillon, Annie Girardot, Jacques Pierre, Jacques Ruisseau, etc.) avant d'entrer au Conservatoire, période durant laquelle il a été le compagnon d'Annie Girardot. Jean Vilar le remarque et l'introduit dans le monde du théâtre classique où il interprète des pièces dramatiques pour la radio et la télévision avant de commencer le doublage. Son ami Jacques Ruisseau, alors assistant du directeur artistique Serge Luguen, incite celui-ci à confier à Pierre Hatet le rôle-titre de la série Mannix (1967-1975). Il prêtera par la suite sa voix à Gomez dans la série d'animation Les Mystérieuses Cités d'or (1982-1983).
Mais son rôle le plus marquant reste sans nul doute celui de Doc (Christopher Lloyd) dans la trilogie Retour vers le futur (1985-1990), enregistrée sous la direction de Jenny Gérard et dont la réplique « Nom de Zeus » a marqué durablement les esprits. Il devient également la voix du Joker dans Batman, la série animée (1992-1995) et de plusieurs autres personnages de séries d'animation, tel Cortex dans Animaniacs (1993-1998).
En 2002, il participe à une soirée au Grand Rex, à Paris, pour promouvoir la sortie en DVD de la trilogie Retour vers le futur, lors de laquelle il se livre à une improvisation. On peut l'entendre sur la radio Nostalgie où il fait des jingles pour l'émission Classique 80. Il est également la voix du Joker dans les jeux vidéo Batman Arkham Asylum et Batman Arkham City.
En 2012, il enregistre la voix-off du documentaire La Revanche des Geeks, en hommage à ses doublages devenus mythiques dans la culture geek. Le documentaire, réalisé par Jean-Baptiste Péretié est diffusé sur Arte le 28 avril 2012[pertinence contestée].
Il double encore le Joker en version française dans le jeu vidéo Batman Arkham Knight (2015) puis une toute dernière fois dans la bande-annonce du jeu Batman: Arkham VR qui ne sortira finalement qu'en anglais sous-titré. Le personnage a été repris par la suite par d'autres comédiens, notamment Xavier Fagnon et Stéphane Ronchewski.
Toujours en 2015, il assure des voix sur le projet Zombie Kids de Saule.
En 2017, il accepte de sortir de sa retraite pour le court métrage On s'est fait doubler ! qui rend hommage aux acteurs français de doublage et qui sera son dernier doublage.

## Théâtre
- 1953 : La Tragédie du roi Richard II de William Shakespeare, mise en scène Jean Vilar, Festival d'Avignon
- 1953 : La Mort de Danton de Georg Büchner, mise en scène Jean Vilar, Festival d'Avignon : le jeune homme
- 1953 : Lorenzaccio d'Alfred de Musset, mise en scène Gérard Philipe, Festival d'Avignon : un seigneur
- 1958 : Le Guignol au gourdin de Federico García Lorca, adaptation André Belamich, mise en scène Maurice Ohana et Yves Joly, Festival d'art dramatique de la Cité (Carcassonne) : l'aubergiste
- 1960 : Le Jeu des dames, comédie musicale d’Albert Willemetz et Georges Manoir, musique Georges Van Parys, mise en scène Henri Soubeyran, Petit Théâtre de Paris : Mitrefol
- 1961 : Arlequin valet de deux maîtres de Carlo Goldoni, mise en scène Edmond Tamiz, théâtre Récamier
- 1961 : L’Assemblée des femmes d'après Aristophane, adaptation Robert Merle, mise en scène Daniel Leveugle, Festival d'art dramatique de la Cité (Carcassonne) : Carion
- 1962 : Amphitryon de Molière, mise en scène Jean Deschamps, Festival d'art dramatique de la Cité puis théâtre Sarah-Bernhardt et festival du Marais : Amphitryon
- 1963 : Les Femmes savantes de Molière, mise en scène Gilles Léger, théâtre de l'Ambigu-Comique : Clitandre
- 1963 : Les Passions contraires de Georges Soria, mise en scène Georges Vitaly, théâtre La Bruyère : Andres Sanchez
- 1964 : Sire Halewyn de Michel de Ghelderode, mise en scène Pierre Debauche, Festival du Marais : sire Halewyn
- 1965 : L’Avare de Molière, mise en scène Jacques Rosny, théâtre Antoine : Valère
- 1965 : Monsieur Alexandre de Jean Cosmos, mise en scène Guy Rétoré, théâtre de l'Est parisien : Costa
- 1965 : L'Envers d'une conspiration d'Alexandre Dumas, mise en scène Jacques Fabbri, théâtre de Paris
- 1967 : Les Caprices de Marianne d'Alfred de Musset, mise en scène Georges Vitaly, Festival du Languedoc : Octave
- 1967 : La Mégère apprivoisée de William Shakespeare, mise en scène Marcelle Tassencourt, Théâtre municipal de Lausanne puis théâtre des Mathurins : Sly / Petrucchio
- 1967 : Des petits bonhommes dans du papier journal de Jean-Claude Darnal, mise en scène Bernard Jenny, théâtre du Vieux-Colombier : Alain
- 1969 : Fin de carnaval de Josef Topol, mise en scène Pierre Debauche, théâtre des Amandiers
- 1969 : Jules César de William Shakespeare, mise en scène Jean Deschamps, Festival d'art dramatique de la Cité : Marc-Antoine
- 1969 : Le Bossu de Paul Féval, mise en scène Jean Deschamps, Festival d'art dramatique de la Cité : Lagardère
- 1969 : La Bataille de Lobositz d'après Peter Hacks, adaptation Jean Cosmos, mise en scène Guy Rétoré, théâtre de l'Est Parisien
- 1969 : Le Questionnaire de Claude Mourthé, mise en scène Raymond Paquet, théâtre de l'Alhambra (Bordeaux) : le Directeur
- 1970 : Cyrano de Bergerac de Edmond Rostand, mise en scène Jean Deschamps, Festival d'art dramatique de la Cité : Cyrano
- 1970 : Fin de carnaval de Josef Topol, adaptation Milan Kepel, mise en scène Pierre Debauche, théâtre des Amandiers
- 1970 : Le Roi Lear de William Shakespeare, mise en scène Pierre Debauche, théâtre des Amandiers
- 1970 : Amphitryon de Molière, mise en scène Jean Deschamps, Festival d'art dramatique de la Cité : Amphitryon
- 1971 : Dumas le magnifique d'Alain Decaux, mise en scène Julien Bertheau, théâtre du Palais-Royal : Monte Cristo
- 1972 : La Mégère apprivoisée de William Shakespeare, mise en scène André Thorent, théâtre de la Cité (Carcassonne) : Petrucchio
- 1972 : Tout dans le jardin d’Edward Albee d'après Giles Cooper, adaptation Henri Robillot, mise en scène Jacques Rosner, théâtre des Mathurins : Jack
- 1972-1973 : Les Justes d'Albert Camus, mise en scène Jean Deschamps, Festival d'art dramatique de la Cité puis théâtre de Nice : Stepan Fedorov
- 1973 : Ruy Blas de Victor Hugo, mise en scène Marcelle Tassencourt, théâtre Montansier
- 1974 : Le Siècle des lumières de Claude Brulé, mise en scène Jean-Laurent Cochet, théâtre du Palais-Royal : Diderot
- 1975 : Les Secrets de la Comédie humaine de Félicien Marceau, mise en scène Paul-Émile Deiber, théâtre du Palais-Royal : Philippe Brideau
- 1975 : Napoléon III à la barre de l'histoire d'André Castelot, mise en scène Jean-Laurent Cochet, théâtre du Palais-Royal : le duc de Persigny
- 1975 : Antigone de Jean Anouilh, mise en scène Nicole Anouilh, théâtre des Mathurins : le Chœur
- 1977 : Une femme presque fidèle de Jacques Bernard, mise en scène Claude Brosset, Élysée-Montmartre
- 1978 : L'Avare de Molière, mise en scène Jean Pignol, Festival des jeux du théâtre de Sarlat : Valère
- 1979 : Danton et Robespierre d'Alain Decaux, Stellio Lorenzi et Georges Soria, mise en scène Robert Hossein, palais des congrès de Paris : Collot d'Herbois
- 1979 : Siegfried 78 de François-Régis Bastide, mise en scène Pierre Franck, théâtre de l'Atelier
- 1982 : Folle Amanda de Barillet et Grédy, mise en scène René Clermont, théâtre des Nouveautés
- 1985 : Hugo, l'homme qui dérange de Claude Brulé, mise en scène Paul-Émile Deiber, théâtre national de l'Odéon : Louis Blanc / Gauvain
- 1988 : La Liberté ou la Mort d'après Danton et Robespierre d'Alain Decaux, Stellio Lorenzi et Georges Soria, mise en scène Robert Hossein, palais des congrès de Paris
- 1989 : Dans la nuit, la liberté d'après Frédéric Dard, texte additionnel d'Alain Decaux, mise en scène Robert Hossein, palais des Sports de Paris
- 1998 : Surtout ne coupez pas d'après Sorry, wrong number de Lucille Fletcher, mise en scène Robert Hossein, théâtre Marigny (intervention filmée)
- 2002 : La Panne de Friedrich Dürrenmatt, adaptation Denis Sylvain, mise en scène Zoran Jovanovic et Denis Sylvain, théâtre Daniel-Sorano (Vincennes)

## Filmographie

### Cinéma
- 1964 : Angélique, marquise des anges de Bernard Borderie : le chevalier de Germontaz
- 1982 : Paradis pour tous d'Alain Jessua : Giraud (le supérieur de Patrick Dewaere alias Alain Durieux)
- 2011 : Le Passage de Fabien Montagner (court-métrage)

### Télévision
- 1961 : Les Cinq Dernières Minutes (épisode « Cherchez la femme » de Claude Loursais) : le gendarme
- 1962 : L'inspecteur Leclerc enquête (épisode « Affaire de famille » de Georges Lacombe)
- 1964 : L'Abonné de la ligne U de Yannick Andreï
- 1967 : Au théâtre ce soir (« Vacances pour Jessica » de Carolyn Green, mise en scène d'Yves Bureau, réalisation de Pierre Sabbagh, théâtre Marigny)
- 1967 : Le Tribunal de l'impossible (épisode « La Bête du Gévaudan » d'Yves-André Hubert) : Duhamel
- 1967 : L'Arlésienne, téléfilm de Pierre Badel
- 1971 : La Dame de Monsoreau (mini-série) : le cardinal de Lorraine
- 1971-1974 : Schulmeister, l'espion de l'empereur : Gruner
- 1973 : Au théâtre ce soir (« Laurette ou l'Amour voleur » de Marcelle Maurette et Marc-Gilbert Sauvajon, mise en scène de Jacques-Henri Duval, réalisation de Georges Folgoas, théâtre Marigny)
- 1973 : Au théâtre ce soir (« Pique-nique en ville » de Georges de Tervagne, mise en scène de Jacques-Henri Duval, réalisation Georges Folgoas, théâtre Marigny)
- 1974 : Au théâtre ce soir (« Le Chien des Baskerville » de Jean Marcillac d'après le roman d'Arthur Conan Doyle, mise en scène de Raymond Gérôme, réalisation de Georges Folgoas, théâtre Marigny)
- 1974 :  Aux frontières du possible  : épisode : Meurtres à distance de Claude Boissol
- 1974 : Arsène Lupin (épisode « Le Mystère de Gesvres » d'après Maurice Leblanc, réalisation de Jean-Pierre Desagnat) : Armand de Linaris
- 1974 : Chéri-Bibi de Jean Pignol : de Pont-Marie
- 1975 : Jo Gaillard (épisode « L'Île aux souvenirs ») : Yves Baradec.
- 1976 : Au théâtre ce soir (« Sacrés Fantômes » de Eduardo De Filippo, mise en scène de Jean Michaud, réalisation de Pierre Sabbagh, théâtre Édouard VII)
- 1984 : L'Homme de Suez de Christian-Jaque
- 1985 : Châteauvallon de Paul Planchon, Serge Friedman et Emmanuel Fonlladosa : Jean-Jacques Berg
- 1986 : Hôtel de police, série télévisée de Claude Barma et Bernard Gridaine, réalisation de Claude Barrois, Emmanuel Fonlladosa et Jacques Besnard
- 1995 : La Rivière Espérance de Josée Dayan : le médecin de l'hôpital
- 1996 : Florence Larrieu : Le juge est une femme (épisode « L'Enfant de l'absente ») : le procureur

## Doublage
Note : Les dates inscrites en italique correspondent aux sorties initiales des films dont Pierre Hatet a assuré le redoublage ou le doublage tardif.

### Cinéma

#### Films d'animation
- 1978 : La Folle Escapade : Bigwig / Brocoli (1er doublage)
- 1983 : Tygra, la glace et le feu : Darkwolf
- 1986 : Transformers, le film : La Guerre des Robots : Springer, Kranix
- 1988[14] : Akira : le colonel[15]
- 1995 : Batman contre le fantôme masqué : le Joker[16]
- 1998 : Ghost in the Shell : Nakamura[17]
- 2000 : Pantin la pirouette : P-Aléo Bob (court métrage)
- 2001 : Momo alla conquista del tempo : Professeur Chronos
- 2002 : Hé Arnold !, le film : le coroner[18]
- 2005 : Les Noces funèbres : le pasteur Galswell[19]
- 2005 : Batman contre Dracula : le Joker
- 2008 : Sacrés Rongeurs : le Hibou

#### Courts-métrages
- 2008 : Si vis bellum : Dieu
- 2017 : On s'est fait doubler ![20] : le 2d narrateur

### Télévision

#### Téléfilms
- Christopher Lloyd dans :
  - Alice au pays des merveilles (1999) : le chevalier blanc
  - Halloween d'enfer (2001) : l'oncle Fred
  - Une merveilleuse journée (2006) : Michael
  - Les copains fêtent Noël (2010) : Stan Cruge
  - Les Terres de Wendy (2011) : Nathan
  - L'Homme qui n'aimait pas Noël (2012) : Harry Brooking
  - Mickey Matson et l'ordre secret (2013) : Jack, le grand-père
  - Mickey Matson : Le Code des pirates (2014) : Jack, le grand-père
  - ZODIAC : Les 12 signes de l'apocalypse (2014) : Harry Setag
- 1975 : La Nuit qui terrifia l'Amérique : Howard Koch (Joshua Bryant)
- 1977 : Tarantula : Le Cargo de la mort : Buddy (Tom Atkins)
- 1980 : Les Diamants de l'oubli : Jason Eddington (Bradford Dillman)
- 1987 : Secret de famille : le Dr Hamilton (Michael Durrell)
- 1996 : Le Seigneur du temps : le Septième docteur (Sylvester McCoy)

#### Séries télévisées
- Christopher Lloyd dans :
  - Fallen Angels (1995) : Le Continental Op
  - Spin City (1999) : Owen Kingston (saison 3, épisode 18 Retour vers le futur 4)
  - Malcolm (2003) : Walter, le père de Hal (saison 4, épisode 3 : Famille je vous hais)
  - Tremors (2003) : Cletus Poffenberger (saison 1, épisode 5 Projet 4-12 (Project 4-12))
  - D.R.E.A.M. (2004) : le professeur Toone
  - À la Maison-Blanche (2004) : Lawrence Lessig (saison 6, épisode 14 L'Heure du réveil)
  - Les Lectures d'une blonde (2005-2006) : Harold March
  - Numb3rs (2007) : Ross Moore (saison 4, épisode 9 : Fan de B.D.)
  - New York, section criminelle (2008) : Carmine (saison 7, épisode 17 : Comme par magie)
  - Meteor : Le Chemin de la destruction (2009) : Pr Daniel Lehman (saison 1, épisode 1)
  - Chuck (2010) : Dr Leo Dreyfus (saison 3, épisode 16 Une histoire de fou)
  - Fringe (2011) : Roscoe Joyce (saison 3, épisode 10 Réactions en chaîne)
  - Raising Hope (2013) : Dennis Powers (saison 3, épisode 11 Retour vers le futur crédit)
- James Garner dans :
  - Chicago Hope : La Vie à tout prix (2000) : Hubert « Hue » Miller
  - First Monday (2002) : Thomas Brankin
  - Touche pas à mes filles (2003-2005) : Jim Egan
- 1966-1973 : Mission impossible : voix du message (Bob Johnson)
- 1969-1975 : Mannix : Joe Mannix (Mike Connors) (1re voix)
- 1975-1976 : Starsky et Hutch : Warren Karpel (Peter Brandon) (saison 1, épisode 14 : Un ami d'enfance) / Gil White (Arthur David Roberts) (saison 1, épisode 17 : Poker)
- 1977-1980 : Wonder Woman : Steve Trevor (Lyle Waggoner)
- 1978-1984 : L'Île fantastique : M. Roarke (Ricardo Montalban) (2e voix)
- 1978 : Terreur dans le ciel : Starrett (Philip Baker Hall)
- 1979 : San Ku Kaï : Koménor (Shinzo Hotta)
- 1981 : Le Bunker, les derniers jours d'Hitler : Albert Speer (Richard Jordan)
- 1983 : Les oiseaux se cachent pour mourir : Arne Swenson (Chard Hayward)
- 1983 : Zorro et fils : Capitaine Paco Pico (Gregory Sierra)
- 1983-1985 : V : Dr Robert Maxwell (Michael Durrell)
- 1983-1988 : Hôtel : Peter McDermott (James Brolin)
- 1984 : Tonnerre de feu : Franck Chaney (James Farentino)
- 1985 : Nord et Sud : colonel Patrick Flynn (Robert Mitchum)
- 1985 : Les Dessous d'Hollywood : Ross Conti (Steve Forrest)
- 1988 : Splash, Too : Dr Otto Benus (Mark Blankfield)
- 1989 : Columbo : Max Dyson (Anthony Zerbe) (saison 8, épisode 46 Il y a toujours un truc)
- 1991 : Flash : lieutenant Warren Garfield (Mike Genovese) (épisode Une vague de froid, voix de remplacement)
- 1994 : Loïs et Clark : Les Nouvelles Aventures de Superman : Jor-El (David Warner) (saison 1, épisode 16 Le Globe de Krypton)
- 1994 : Cadfael : l'abbé Radulfus (Terrence Hardiman) (1re voix)
- 1996 : Urgences : Ray Ross
- 1997 : Inspecteur Derrick : Robert Kaltenbach Volker Lechtenbrink (de) (ép. 268 : La bonne décision)
- 2004-2009 : FBI : Portés disparus : Frank Malone (Martin Landau)
- 2011 : La Revanche des geeks : le narrateur

#### Séries d'animation
- 1978 : Goldorak : Eudix
- 1981 : Ulysse 31 : Chronos
- 1983 : Les Mystérieuses Cités d'or : Gomez (1re voix)
- 1984 : Les Minipouss : Leur Véritable Histoire : l'oncle Auguste
- 1992-1994 : Batman : le Joker / Rolan Dagget[16] (2e voix)
- 1993 : Peter Pan et les Pirates : Capitaine Crochet[21]
- 1993-1998 : Animaniacs : Cortex[22]
- 1995-1998 : Minus et Cortex : Cortex[22]
- 1997 : Superman, l'Ange de Metropolis : le Joker[16] (3 épisodes)
- 1997-1998 : Mighty Ducks : Lord Dragaunus
- 1997-1999 : Batman : le Joker[16]
- 1998 : Minus, Elmyra et Cortex : Cortex
- 2000 : Chris Colorado : le sénateur Hurb Forsight III, gouverneur de Moscovie
- 2000-2004 : Static Choc : le Joker[16] (saison 2, épisode 11)
- 2002-2003 : La Ligue des justiciers : le Joker[16]
- 2004-2008 : Batman : le Joker
- 2008 : Professeur Gamberge : le professeur Gamberge
- 2009-2011 : Les Podcats : voix off (Profcats)
- 2010 : Wakfu : Drill, le gardien du dragon
- 2011 : Débil Starz : le docteur Emmett Black (épisode Blackchapel)

### Jeux vidéo
- 1996 : Harvester : l'agent Loomis, receveur Boyle , Maître d'échecs
- 1996 : Les Chevaliers de Baphomet (diverses voix)
- 1996 : Toonstruck : Marc Blanc[18]
- 1997 : Les Chevaliers de Baphomet : Les Boucliers de Quetzalcoatl (diverses voix)
- 1998 : Diablo : le narrateur
- 2005 : Animaniacs: The Great Edgar Hunt : Cortex
- 2005 : Jade Empire : Kang le Fou alias Lao Kang
- 2009 : Batman: Arkham Asylum : le Joker[16]
- 2011 : Batman: Arkham City : le Joker[16]
- 2011 : DC Universe Online : le Joker
- 2015 : Batman: Arkham Knight : le Joker[16]
- 2015 : Lego Dimensions : Doc Emmett[18]

### Radio
- Évasion FM
- Vibration
- 2002-2003 : Fun Radio : Le Martin Show
- 2005-2008 : Nostalgie : jingles pour l'émission Classiques 80
- 2010-2012 : One FM : La One Team

### Disques
- Livres-CD :
  - 1997 : L'Alphabet des Grands Musiciens de Yann Walcker
- CDs :
  - Illusions sonores pour Science et Vie Junior

### Autres
À partir de 2009, Pierre Hatet reprend la voix du Doc dans l'attraction Les Animaux du Futur pour le parc du Futuroscope.
En 2015, il enregistre la voix-off de Zombie Kids, spectacle monté par Saule dans le cadre de Mons 2015. L'album sort en 2019.